# Fed Cup 2012 – blok B 2. skupiny zóny Evropy a Afriky
Blok B 2. skupiny zóny Evropy a Afriky Fed Cupu 2012 představoval jednu ze dvou podskupin 2. skupiny. Hrálo se mezi 18. až 21. dubnem na otevřených antukových dvorcích areálu Golf El Solaimaneyah Club egyptské Káhiry.
Čtyři týmy se utkaly ve vzájemných zápasech. Vítěz následně sehrál barážový zápas s druhým z bloku A 2. skupiny o postup do 1. skupiny zóny Evropy a Afriky pro rok 2013. Utkání o druhé postupové místo odehrál druhý v pořadí s vítězem z bloku  A. Třetí pak nastoupil k zápasu proti čtvrtému družstvu z bloku A a čtvrtý naopak proti třetímu týmu v zápasech o udržení. Poražení z těchto dvou utkání sestoupili do 3. skupiny zóny Evropy a Afriky pro rok 2013. 

## Blok B
|     |          | Gruzie | Lotyšsko | Turecko | Norsko | Zápasy V/P | Sety V/P | Hry V/P | Pořadí |
| 54. | Gruzie   |        | 2–1      | 3–0     | 3–0    | 3–0        | 16–4     | 116–72  | 1.     |
| 58. | Lotyšsko | 1–2    |          | 1–2     | 3–0    | 1–2        | 9–9      | 94–91   | 3.     |
| 62. | Turecko  | 0–3    | 2–1      |         | 3–0    | 2–1        | 11–9     | 95–81   | 2.     |
| 68. | Norsko   | 0–3    | 0–3      | 0–3     |        | 0–3        | 2–18     | 57–118  | 4.     |

- V/P – výhry/prohry

## Zápasy

### Gruzie vs. Norsko
| | Gruzie | 3 :                                                                    | 0    | Norsko |     |  |
| --- | ------ | ---------------------------------------------------------------------- | ---- | ------ | --- |  |
| Golf El Solaimaneyah Club, Káhira, Egypt 18. dubna 2012 antuka (venku) |        |                                                                        |      |        |     |  |
| \| \| \| \| 1. \| 2. \| 3. \| \| \| -- \| \| ---------------------------------------------------------------------- \| ---- \| --- \| --- \| \| \| 1. \| \| Sofia Kvacabajová Hedda Odegaardová \| 6 4 \| 6 3 \| \| \| \| 2. \| \| Anna Tatišviliová Emma Floodová \| 6 0 \| 6 0 \| \| \| \| 3. \| \| Sofia Kvacabajová / Sofia Šapatavová Ulrikke Eikeriová / Emma Floodová \| 6 78 \| 6 4 \| 6 4 \| \| \| \| \| \| \| \| \| \| \| \| \| \| \| \| \| \| \| \| \| \| \| \| \| \| \| \| \| \| \| \| \| \| \| \| \| \| \| \| \| \| |        |                                                                        |      |        |     |  |
| |        |                                                                        | 1.   | 2.     | 3.  |  |
| 1. |        | Sofia Kvacabajová Hedda Odegaardová                                    | 6 4  | 6 3    |     |  |
| 2. |        | Anna Tatišviliová Emma Floodová                                        | 6 0  | 6 0    |     |  |
| 3. |        | Sofia Kvacabajová / Sofia Šapatavová Ulrikke Eikeriová / Emma Floodová | 6 78 | 6 4    | 6 4 |  |
| |        |                                                                        |      |        |     |  |
| |        |                                                                        |      |        |     |  |
| |        |                                                                        |      |        |     |  |
| |        |                                                                        |      |        |     |  |
| |        |                                                                        |      |        |     |  |

### Lotyšsko vs. Turecko
| | Lotyšsko | 1 :                                                                             | 2   | Turecko |     |  |
| --- | -------- | ------------------------------------------------------------------------------- | --- | ------- | --- |  |
| Golf El Solaimaneyah Club, Káhira, Egypt 18. dubna 2012 antuka (venku) |          |                                                                                 |     |         |     |  |
| \| \| \| \| 1. \| 2. \| 3. \| \| \| -- \| \| ------------------------------------------------------------------------------- \| --- \| --- \| --- \| \| \| 1. \| \| Līga Dekmeijereová Pemra Özgenová \| 4 6 \| 7 5 \| 6 3 \| \| \| 2. \| \| Diāna Marcinkēvičaová Çağla Büyükakçayová \| 2 6 \| 0 6 \| \| \| \| 3. \| \| Līga Dekmeijereová / Diāna Marcinkēvičaová Çağla Büyükakçayová / Pemra Özgenová \| 3 6 \| 3 6 \| \| \| \| \| \| \| \| \| \| \| \| \| \| \| \| \| \| \| \| \| \| \| \| \| \| \| \| \| \| \| \| \| \| \| \| \| \| \| \| \| \| \| |          |                                                                                 |     |         |     |  |
| |          |                                                                                 | 1.  | 2.      | 3.  |  |
| 1. |          | Līga Dekmeijereová Pemra Özgenová                                               | 4 6 | 7 5     | 6 3 |  |
| 2. |          | Diāna Marcinkēvičaová Çağla Büyükakçayová                                       | 2 6 | 0 6     |     |  |
| 3. |          | Līga Dekmeijereová / Diāna Marcinkēvičaová Çağla Büyükakçayová / Pemra Özgenová | 3 6 | 3 6     |     |  |
| |          |                                                                                 |     |         |     |  |
| |          |                                                                                 |     |         |     |  |
| |          |                                                                                 |     |         |     |  |
| |          |                                                                                 |     |         |     |  |
| |          |                                                                                 |     |         |     |  |

### Gruzie vs. Lotyšsko
| | Gruzie | 2 :                                                                         | 1    | Lotyšsko |     |  |
| --- | ------ | --------------------------------------------------------------------------- | ---- | -------- | --- |  |
| Golf El Solaimaneyah Club, Káhira, Egypt 19. dubna 2012 antuka (venku) |        |                                                                             |      |          |     |  |
| \| \| \| \| 1. \| 2. \| 3. \| \| \| -- \| \| --------------------------------------------------------------------------- \| ---- \| ---- \| --- \| \| \| 1. \| \| Sofia Šapatavová Līga Dekmeijereová \| 2 6 \| 7 60 \| 6 1 \| \| \| 2. \| \| Anna Tatišviliová Diāna Marcinkēvičaová \| 7 5 \| 6 2 \| \| \| \| 3. \| \| Sofia Kvacabajová / Sofia Šapatavová Laura Gulbeová / Diāna Marcinkēvičaová \| 65 7 \| 3 6 \| \| \| \| \| \| \| \| \| \| \| \| \| \| \| \| \| \| \| \| \| \| \| \| \| \| \| \| \| \| \| \| \| \| \| \| \| \| \| \| \| \| \| |        |                                                                             |      |          |     |  |
| |        |                                                                             | 1.   | 2.       | 3.  |  |
| 1. |        | Sofia Šapatavová Līga Dekmeijereová                                         | 2 6  | 7 60     | 6 1 |  |
| 2. |        | Anna Tatišviliová Diāna Marcinkēvičaová                                     | 7 5  | 6 2      |     |  |
| 3. |        | Sofia Kvacabajová / Sofia Šapatavová Laura Gulbeová / Diāna Marcinkēvičaová | 65 7 | 3 6      |     |  |
| |        |                                                                             |      |          |     |  |
| |        |                                                                             |      |          |     |  |
| |        |                                                                             |      |          |     |  |
| |        |                                                                             |      |          |     |  |
| |        |                                                                             |      |          |     |  |

### Turecko vs. Norsko
| | Turecko | 3 :                                                              | 0   | Norsko |     |  |
| --- | ------- | ---------------------------------------------------------------- | --- | ------ | --- |  |
| Golf El Solaimaneyah Club, Káhira, Egypt 19. dubna 2012 antuka (venku) |         |                                                                  |     |        |     |  |
| \| \| \| \| 1. \| 2. \| 3. \| \| \| -- \| \| ---------------------------------------------------------------- \| --- \| ---- \| --- \| \| \| 1. \| \| Pemra Özgenová Hedda Odegaardová \| 6 0 \| 7 62 \| \| \| \| 2. \| \| Çağla Büyükakçayová Emma Floodová \| 6 0 \| 6 1 \| \| \| \| 3. \| \| Melis Sezerová / İpek Soyluová Emma Floodová / Hedda Odegaardová \| 3 6 \| 6 2 \| 6 4 \| \| \| \| \| \| \| \| \| \| \| \| \| \| \| \| \| \| \| \| \| \| \| \| \| \| \| \| \| \| \| \| \| \| \| \| \| \| \| \| \| \| |         |                                                                  |     |        |     |  |
| |         |                                                                  | 1.  | 2.     | 3.  |  |
| 1. |         | Pemra Özgenová Hedda Odegaardová                                 | 6 0 | 7 62   |     |  |
| 2. |         | Çağla Büyükakçayová Emma Floodová                                | 6 0 | 6 1    |     |  |
| 3. |         | Melis Sezerová / İpek Soyluová Emma Floodová / Hedda Odegaardová | 3 6 | 6 2    | 6 4 |  |
| |         |                                                                  |     |        |     |  |
| |         |                                                                  |     |        |     |  |
| |         |                                                                  |     |        |     |  |
| |         |                                                                  |     |        |     |  |
| |         |                                                                  |     |        |     |  |

### Gruzie vs. Turecko
| | Gruzie | 3 :                                                                  | 0   | Turecko |    |  |
| --- | ------ | -------------------------------------------------------------------- | --- | ------- | -- |  |
| Golf El Solaimaneyah Club, Káhira, Egypt 20. dubna 2012 antuka (venku) |        |                                                                      |     |         |    |  |
| \| \| \| \| 1. \| 2. \| 3. \| \| \| -- \| \| -------------------------------------------------------------------- \| --- \| --- \| -- \| \| \| 1. \| \| Sofia Šapatavová Pemra Özgenová \| 6 2 \| 6 2 \| \| \| \| 2. \| \| Anna Tatišviliová Çağla Büyükakçayová \| 6 4 \| 6 2 \| \| \| \| 3. \| \| Sofia Kvacabajová / Anna Tatišviliová Melis Sezerová / İpek Soyluová \| 6 2 \| 7 5 \| \| \| \| \| \| \| \| \| \| \| \| \| \| \| \| \| \| \| \| \| \| \| \| \| \| \| \| \| \| \| \| \| \| \| \| \| \| \| \| \| \| \| |        |                                                                      |     |         |    |  |
| |        |                                                                      | 1.  | 2.      | 3. |  |
| 1. |        | Sofia Šapatavová Pemra Özgenová                                      | 6 2 | 6 2     |    |  |
| 2. |        | Anna Tatišviliová Çağla Büyükakçayová                                | 6 4 | 6 2     |    |  |
| 3. |        | Sofia Kvacabajová / Anna Tatišviliová Melis Sezerová / İpek Soyluová | 6 2 | 7 5     |    |  |
| |        |                                                                      |     |         |    |  |
| |        |                                                                      |     |         |    |  |
| |        |                                                                      |     |         |    |  |
| |        |                                                                      |     |         |    |  |
| |        |                                                                      |     |         |    |  |

### Lotyšsko vs. Norsko
| | Lotyšsko | 3 :                                                                       | 0   | Norsko |    |  |
| --- | -------- | ------------------------------------------------------------------------- | --- | ------ | -- |  |
| Golf El Solaimaneyah Club, Káhira, Egypt 20. dubna 2012 antuka (venku) |          |                                                                           |     |        |    |  |
| \| \| \| \| 1. \| 2. \| 3. \| \| \| -- \| \| ------------------------------------------------------------------------- \| --- \| --- \| -- \| \| \| 1. \| \| Līga Dekmeijereová Emma Floodová \| 6 1 \| 6 2 \| \| \| \| 2. \| \| Diāna Marcinkēvičaová Ulrikke Eikeriová \| 6 3 \| 6 3 \| \| \| \| 3. \| \| Laura Gulbeová / Diāna Marcinkēviča Ulrikke Eikeriová / Hedda Odegaardová \| 6 3 \| 6 4 \| \| \| \| \| \| \| \| \| \| \| \| \| \| \| \| \| \| \| \| \| \| \| \| \| \| \| \| \| \| \| \| \| \| \| \| \| \| \| \| \| \| \| |          |                                                                           |     |        |    |  |
| |          |                                                                           | 1.  | 2.     | 3. |  |
| 1. |          | Līga Dekmeijereová Emma Floodová                                          | 6 1 | 6 2    |    |  |
| 2. |          | Diāna Marcinkēvičaová Ulrikke Eikeriová                                   | 6 3 | 6 3    |    |  |
| 3. |          | Laura Gulbeová / Diāna Marcinkēviča Ulrikke Eikeriová / Hedda Odegaardová | 6 3 | 6 4    |    |  |
| |          |                                                                           |     |        |    |  |
| |          |                                                                           |     |        |    |  |
| |          |                                                                           |     |        |    |  |
| |          |                                                                           |     |        |    |  |
| |          |                                                                           |     |        |    |  |